# Caenocryptus rufifrons
Caenocryptus rufifrons är en stekelart som först beskrevs av Walsh 1873.  Caenocryptus rufifrons ingår i släktet Caenocryptus och familjen brokparasitsteklar. Utöver nominatformen finns också underarten C. r. mexicanus.